# The Sims: Cuccioli, che passione!
The Sims: Cuccioli, che passione! (The Sims: Unleashed) è la quinta espansione uscita per il videogioco di simulazione per PC The Sims, dedicata all'aggiunta di nuovi animali domestici.

## Novità

### Nuovi compagni animali
Con l'espansione è possibile acquistare diversi tipi di animali (cani, gatti, uccelli, pesci d'acquario, tartarughe e anche iguane), che entrano di diritto a far parte della Sim-famiglia. Essi hanno gli stessi bisogni e necessità di ogni Sim. Tendono ad agire con una certa indipendenza, a sporcare la casa e a non rispondere agli ordini, ed è necessario addestrarli a comportarsi più civilmente. Sono una fonte di compagnia e divertimento per i Sim.
All'acquisto è possibile scegliere la razza e il sesso dell'animale, scorrendo un catalogo e quindi dare un nome all'animale.

### Centro animali domestici
Un nuovo centro dedicato agli animali sorge nella vecchia città. Vi sono presenti specialisti che possono consigliare su come avere cura e addestrare gli animali.

### Nuovi oggetti
Sono presenti anche 125 nuovi oggetti, creati appositamente per gli animali (cucce, vaschette per il cibo, materassini per dormire, gattaiole, cibo per animali, gabbie per pappagalli e acquari per pesci). Sono anche introdotte cinque nuove carriere (circense, moda, educazione, addestramento di animali, cuoco).
L'espansione rende inoltre possibile curare e coltivare un giardino personalizzato, con una grande varietà di piante, inclusi alcuni prodotti commestibili.

### Nuovi personaggi non giocanti
Tra le novità vi è anche l'introduzione di diversi personaggi non giocanti, sia Sim che animali, come El Bandito (un procione che apparirà di notte in modo casuale e razzierà il bidone della spazzatura, facendo rumore e svegliando tutti i Sim - umani e animali domestici - che stavano dormendo), Henri LeStanc (una puzzola che apparirà in modo casuale quando i Sims hanno bassi livelli di igiene e vagherà per il lotto della famiglia annusando i loro fiori; se un Sim cercherà di accarezzare la puzzola, verrà spruzzato e perderà tutta la sua igiene), Miss Lucilla (Miss Lucille nella versione originale, una grassa donna nera che può leggere la mano del nostro Sim per 20 § o riportare in vita un Sim zombie per 200§), Bob il giardiniere (Gardener Bob), Joe il viaggiatore (Travelin’ Joe), Giuseppe Renni (Giuseppi Renni, un suonatore di organo a rullo) e la sua scimmietta Mr. McCutch, W.C. Amichevole (W.C. Friendly, un sassofonista), la pasticcera Stacey O'Pastry ("pastry" in inglese significa "pasticcino") e altri ancora.